# J. T. Petty
J. T. Petty (nascut el 28 de febrer de 1977) és un cineasta i escriptor de videojocs estatunidenc. La pel·lícula i les novel·les curtes de Petty contenen elements del gènere terror. Com a guionista dels videojocs d'Ubisoft Tom Clancy's Splinter Cell i la seva seqüela Tom Clancy's Splinter Cell: Pandora Tomorrow , Petty va crear el personatge Sam Fisher. També va escriure els jocs de survival horror Outlast, Outlast 2 i The Outlast Trials.

## Filmografia
| Any  | Pel·lícula             | Crèdit                                  | Notes        |
| ---- | ---------------------- | --------------------------------------- | ------------ |
| 1999 | Final Rinse            | Coordinador de producció                |              |
| 1999 | Wirey Spindell         | Ajudant de producció d'oficina          |              |
| 2000 | Hamlet                 | Ajudant de producció addicional         |              |
| 2001 | Soft for Digging       | Director, escrit per, productor, editor |              |
| 2003 | Mimic 3: Sentinel      | Director, escrit per                    |              |
| 2006 | S&Man                  | Director, guió de                       |              |
| 2007 | Murder Party           | Agraïments                              |              |
| 2008 | The Burrowers          | Director, escrit per                    |              |
| 2009 | Blood Red Earth        | Director, escrit per, productor         | Curtmetratge |
| 2009 | The House of the Devil | Especials agraïment                     |              |
| 2012 | Hellbenders            | Director, guió de                       |              |
| 2013 | I Used to Be Darker    | Especial agraïmen                       |              |
| 2021 | Malignant              | Treball de guió no acreditat            |              |

## Videojocs
| Any  | Títol                                        | Dsenvolupador                  |
| ---- | -------------------------------------------- | ------------------------------ |
| 2001 | Batman: Vengeance                            | Ubi Soft Montreal              |
| 2002 | Tom Clancy's Splinter Cell                   | Ubi Soft Montreal              |
| 2004 | Tom Clancy's Splinter Cell: Pandora Tomorrow | Ubisoft Milan Ubisoft Shanghai |
| 2005 | Batman Begins                                | Eurocom                        |
| 2011 | Homefront                                    | Kaos Studios                   |
| 2013 | Outlast                                      | Red Barrels                    |
| 2014 | Outlast: Whistleblower                       | Red Barrels                    |
| 2014 | The Walking Dead: Season Two                 | Telltale Games                 |
| 2015 | Minecraft: Story Mode                        | Telltale Games                 |
| 2017 | Outlast 2                                    | Red Barrels                    |
| 2023 | The Outlast Trials                           | Red Barrels                    |